# Stupari-Selo
Stupari-Selo (en cyrillique : Ступари-Село) est un village de Bosnie-Herzégovine. Il est situé dans la municipalité de Kladanj, dans le canton de Tuzla et dans la fédération de Bosnie-et-Herzégovine. Selon les premiers résultats du recensement bosnien de 2013, il compte 725 habitants.
Avant 1991, le village était rattaché à la localité de Stupari ; depuis 1991, il est recensé comme une entité administrative à part entière.

## Démographie

### Évolution historique de la population
| 1948 | 1953 | 1961 | 1971 | 1981 | 1991 | 2013 |
| ---- | ---- | ---- | ---- | ---- | ---- | ---- |
| -    | -    | -    | -    | -    | 657  | 725  |

|  |

### Communauté locale
En 1991, Stupari-Selo faisait partie de la communauté locale de Stupari qui comptait 4 993 habitants, répartis de la manière suivante :